# Michael Virdung

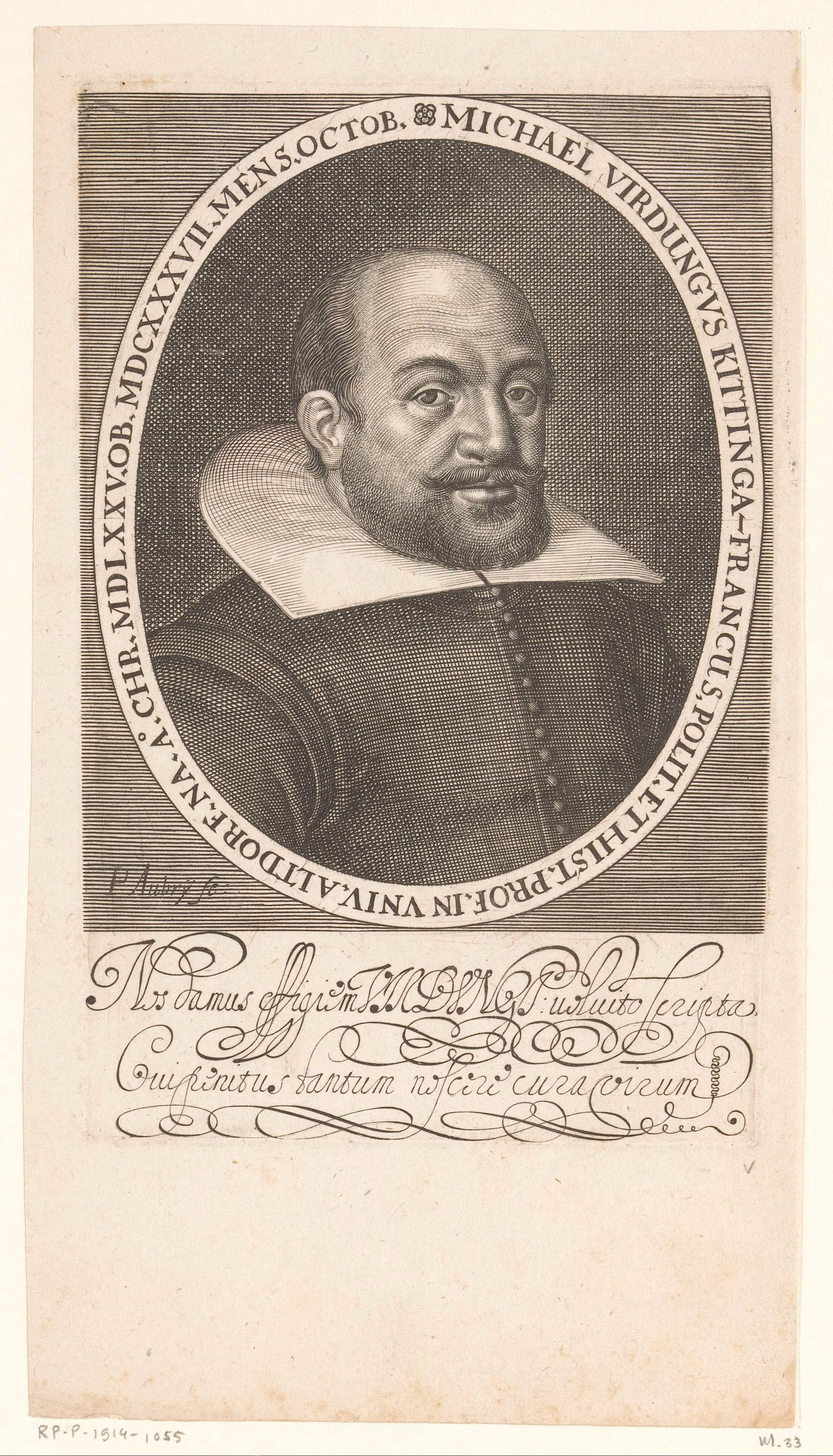
Porträt des Michael Virdung von Peter Aubry

Michael Virdung (auch Michael Virdung von Hartung; * 5. Juni 1575 in Kitzingen; † 28. Oktober 1637 in Altdorf bei Nürnberg) war ein neulateinischer Dichter und Schriftsteller. Ab 1605 war er als Rhetorik- und Geschichtsprofessor an der Universität Altdorf tätig.

## Leben
Michael Virdung wurde am 5. Juni 1575 in Kitzingen geboren, das im 16. Jahrhundert in den Einflussbereich der Markgrafen von Brandenburg-Ansbach gehörte und seit den 1520er Jahren der protestantischen Konfession zuneigte. Die Familie gehörte zur städtischen Oberschicht. Der Vater Matthäus Virdung (auch Vierding, Vierling) arbeitete als Metzger und war daneben außerdem als Wirt des „Gasthofes Zum Bauern“ tätig. Seit 1568 war er außerdem Mitglied des äußeren Rates und stieg zum Hauptmann der städtischen Verteidigung und zum Unterbürgermeister auf. Die Mutter Anna Nußholz war die Tochter des Bauernwirts Anton Nußholz. Virdung wuchs in der sogenannten Inneren Stadt auf und hatte mehrere Geschwister und Halbgeschwister. Der älteste Bruder Lorenz trat in die Fußstapfen des Vaters und wurde Wirt und Ratsmitglied.
Michael Virdung wurde erstmals urkundlich erwähnt, als er sich zum Studium an der Universität Straßburg immatrikulierte. Später setzte er sein Studium in Jena fort und suchte wohl auch die Universität Heidelberg auf. Bereits am 21. Januar 1597 wurde Virdung in Jena von Nikolaus von Reusner zum Poeta Laureatus gekrönt. Nach seinem Studium ging Virdung nach Böhmen, um hier als Erzieher für die Söhne des Freiherrn Sigismund von Smirziz zu arbeiten. Schon 1605 wurde er zum Professor für Beredsamkeit und Geschichte an der Nürnberger Universität Altdorf ernannt, ein Jahr später heiratete er Margaretha Lehner. Mit dem Ausbruch des Dreißigjährigen Krieges wechselte er in die Politik und wurde Stadtrat in Altdorf. Es gelang ihm mit einem lateinischen Bittschreiben die katholischen Feldherren Johann T’Serclaes von Tilly und Heinrich von Holk von der Brandschatzung der Stadt abzuhalten. In Altdorf starb Virdung am 28. Oktober 1637.

## Werke (Auswahl)
Das Werk von Michael Virdung umfasst eine Vielzahl an Episteln und Epigrammen, die insbesondere dem Jenaer und Altdorfer Studienkreis um Jan van der Does, Jan Gruter, Nikolaus von Reusner, Konrad Rittershausen und Paul Melissus gewidmet waren. Daneben entstanden auch Lobpreisungen für berühmte Persönlichkeiten, wie den Schwedenkönig Gustav II. Adolf. Als Hauptwerk gelten drei Trauerspiele, die noch in der Jenaer Zeit entstanden. Virdung legte Wert auf eine Neuinterpretation und Weiterentwicklung der griechischen Klassiker. Die drei Stücke sind kurz, um die Handlung begrenzen zu können. Außerdem trat Virdung als historischer Schriftsteller in Erscheinung und verfasste zusammen mit dem Straßburger Matthias Bernegger einen Kommentar zu Tacitus’ Biografie des Feldherrn Agricola.
- Saulus. Jena 1595.
- Brutus. Jena 1596.[2]
- Juvenilia. Nürnberg 1598.
- Michaelis Virdungi Hercules Togatus Sive Laudatio Funebris Incomparabilis In Pace Herois Illustrissimi Principis ... Georgii Friderici marchionis Brandeburgici &c. Nuper Summo Luctu Tum Suorum, Tum Omnium Bonorum rebus humanis exemti. Böhm, Schwabach 1604.
- Michaelis Virdvngi Franci Tragoediae : Savl, Brvtvs cum Caesare Mureti, & Thrasea Quibus Avctarii vicem sunt adiecta & alia varii generis Poëmatia.... Nürnberg 1608. Neuausgabe Wagenmann, Nürnberg 1609.
- Oratio de concordia. Altdorf 1611.
- Alexander novantiquus. Altdorf 1633.
- posthum: Orationes varii argumenti. Nürnberg 1642.